# Крестоносец (фильм)
«Крестоносец» — российский художественный фильм 1995 года, боевик. Фильм претендовал на премию Ника в номинации «Лучший сценарий».
В фильме фигурируют сцены из другого фильма Иншакова, «Рыцарский роман» (эти сцены также были использованы и в фильме «Незнакомое оружие, или Крестоносец 2»). Подразумевается, что именно этот фильм снимает в Турции съёмочная группа, в которую входит актёр и каскадёр Александр Конов.
В 1998 году был снят ещё один фильм-последователь про каскадёров — «Незнакомое оружие, или Крестоносец 2» с исполнителем главной роли первого Крестоносца — Александром Иншаковым. На сей раз это была пародия, комедия абсурда, о том, как каскадёры во главе со своим президентом сами снимают кино.
В 11—12 сериях телесериала «Бригада», где Александр Иншаков исполнял камео режиссёра и каскадёра Иншакова, существует отсылка к «Крестоносцу» и «Рыцарскому роману»: Иншаков и Фил (герой Владимира Вдовиченкова) в качестве каскадёров снимаются в фильме о «бессмертных рыцарях».

## Сюжет
На съёмках фильма о крестоносцах в Турции группа каскадёров переживает трагедию — погибает их товарищ. Смерть каскадёра была подстроена преступниками, которые благодаря этому провезли через границу крупную партию наркотиков. Убит продюсер фильма Антон, деньги похищены. Фильм из-за недостатка финансирования разобрали на рекламные ролики. Каскадёр Саша Конов, понимая, что всё было подстроено, спасает Ольгу, жену Антона от бандитов-кавказцев и связывается с вором Славкой Дохлым. Тот рассказывает ему, что после приезда их киногруппы упала цена на наркотики в городе. Ольга чувствует, что Антон на самом деле жив, Дохлый и Конов также догадываются об этом. Конов прячется на заброшенной стройке, его и Ольгу захватывает «воскресший» Антон. Зная, что Конова не отпустят живым, Антон сообщает ему, где спрятал деньги. Появляются воры во главе с Дохлым и кавказцами. В жестоком бою все погибают, Дохлый находит раненого Антона, но тот подрывает гранатой себя и Дохлого. Конов и Ольга спасаются, фильм снят до конца.

## В ролях
| Актёр                  | Роль                                              |
| ---------------------- | ------------------------------------------------- |
| Александр Иншаков      | Александр Конов (озвучивает Евгений Дворжецкий)   |
| Ольга Кабо             | Ольга Караваева                                   |
| Сергей Безруков        | каскадер Серёга                                   |
| Пётр Зайченко          | Тоша (озвучивает Алексей Булдаков) Антон Караваев |
| Владимир Ильин         | Пузырь                                            |
| Николай Ерёменко (мл.) | Ерёма                                             |
| Георгий Чантурия       | Сандро                                            |
| Александр Песков       | Иса                                               |
| Валерий Приёмыхов      | вор в законе «Слава Дохлый»                       |
| Эльдор Уразбаев        | вор Эрген                                         |
| Тофик Шахвердиев       | вор Гаго                                          |
| Юрий Слободенюк        | каскадер Юра                                      |
| Игорь Юраш             | подручный Тоши                                    |
| Арнис Лицитис          | Маркиз де Во                                      |
| Наталья Фатеева        | мать Бригитты                                     |
| Владимир Бадов         | эпизод                                            |
| Виктор Павлов          | Человек в стамбульском аэропорту                  |
| Борис Романов          | Хозяин загородного дома                           |
| Анастасия Вознесенская | жена хозяина особняка                             |
| Татьяна Кравченко      | сестра убитого друга Тоши                         |

## Съёмочная группа
- Продюсеры: Александр Иншаков, Анатолий Сивушов
- Автор сценария: Валерий Приёмыхов
- Режиссёры-постановщики: Михаил Туманишвили, Александр Иншаков, Сергей Тарасов (исторические сцены, в титрах не указан)
- Режиссёр: Александр Зеленков
- Постановка трюков: Константин Кищук, Александр Иншаков
- Оператор-постановщик: Евгений Корженков
- Съёмки в воздухе: Е. Бакалов, А. Кучеренко, Ю. Новицкий
- Оператор трюковых съёмок: Леонид Казаков
- Операторы: Б. Золин, А. Гребёнкин, А. Белканов, В. Гуняев
- Режиссёр монтажа: Ираклий Квирикадзе
- Главный монтажёр: Татьяна Егорычева
- Монтажёр: Вера Круглова
- Художник-постановщик: Владимир Кирс
- Художник по костюмам: Лариса Лебедева
- Художник-гимёр: Галина Устименко
- Звукорежиссёр: Александр Хасин
- Графический дизайн: Юрий Боксер, студия MATCHBOX
- Исторические доспехи и оружие: Сергей Микульский
- Композитор: Владимир Матецкий